# Johann Heinrich Lambert
Johann Heinrich Lambert [jóhan háinrih lámbert], francosko-švicarsko-nemški matematik, fizik, astronom in filozof, * 26. avgust 1728, Mülhausen (sedaj Mulhouse, Alzacija, Francija), † 25. september 1777, Berlin, Prusija (sedaj Nemčija).

## Življenje in delo
Lambert je bil po poreklu Francoz. Bil je sin revnega krojača, zato je bil pri izobraževanju prepuščen samemu sebi. Nanj je postal pozoren pruski kralj Friderik II. Veliki, ki je poskrbel zanj, tako da je preživel zadnje desetletje svojega življenja dokaj udobno. V matematiki je raziskoval v algebri, sferni trigonometriji in perspektivi.
V svojem delu Kozmološka pisma (Kosmologischen Briefen) iz 1761 je opisal ves vidni sistem zvezd stalnic, vendar ne kot krogelni, pač pa kot ploskovni sistem, nekako tako kot kolut, ki ima premer nekajkrat večji kot je njegova debelina. Poleg tega je razširil teorijo o tirih kometov, kjer je odkril nove značilnosti stožnic. V njegovih astronomskih delih prvič naletimo na dvojne zvezde.
Istega leta 1761 je, opirajoč se na Eulerjevo delo, prvi dokazal, da za racionalni x, števili e in tg x ne moreta biti racionalni. Ne moremo ju zapisati kot ulomek. S tem je pokazal, da sta posebej e in π iracionalni števili. Pokazal je tudi, da π ni niti kvadratni koren kakšnega ulomka. Leta 1770 je objavil ponovljen Wallisov izračun z verižnimi ulomki, ki se je razlikoval od 26. člena zaradi značilnosti splošnih verižnih ulomkov:
{\displaystyle [a_{0},a_{1},a_{2},...,a_{n-2},a_{n-1},a_{n}]=[a_{0},a_{1},a_{2},...,a_{n-1},a_{n}-1,1]\quad {\hbox{pri}}\;a_{n}>1\!\,}
in:
{\displaystyle [a_{0},a_{1},a_{2},...,a_{n-2},a_{n-1},1]=[a_{0},a_{1},a_{2},...,a_{n-3},a_{n-2},a_{n-1}+1]\quad {\hbox{pri}}\;a_{n}=1\!\,.}
Predpostavil je tudi, da je zelo verjetno, da e in π nista algebrski iracionalnosti. Podobno domnevo je izrekel tudi Legendre.
Lambert je prvi v trigonometriji uporabljal hiperbolične funkcije. Bil je utemeljitelj fotometrije. Prvi je točno meril jakost svetlobe. V svojem delu  Fotometrija ali o merjenjih in primerjanju svetlobe, barv in senc (Photometria, sive de mensura et gradibus luminis, colo rum at umbrae) iz 1760, pisanem v latinščini, je prvi jasno izluščil pojma svetilnosti (sija), ki je značilen za svetilo, in svetlosti (razsvetljenosti, osvetljenosti), značilne za osvetljeno telo. Te količine še danes uporabljamo v fotometriji. V njem je objavil svoje raziskave o odboju svetlobe. Postavil je 4 izreke o svetlosti. Znan je njegov Lambertov (kosinusni) zakon:
{\displaystyle I=I_{0}\cos \beta \;\quad {\hbox{ali}}\quad \;B_{0}=B\!\,,}
ki pogosto velja za hrapava telesa. Svetlost difuznega izvira, ki seva, je neodvisna od smeri in izvor zgleda enako osvetljen iz različnih kotov. Njegova svetilnost pa je odvisna od kota β proti pravokotnici na ploskev. Lambertov zakon velja tudi za gostoto svetlobnega toka.

### Bouguer-Lambert-Beerov zakon
Znan je tudi Lambert-Beerov zakon o absorpciji svetlobe v obarvanih raztopinah, po katerem je svetilnost (količina svetlobe), ki jo obarvana plast raztopine absorbira, odvisna od debeline tega sloja (Lambertov zakon) 1760 in od molarne koncentracije raztopljene obarvane snovi (Beerov zakon) 1852
{\displaystyle j=j_{0}e^{-\mu d}\!\,,}
{\displaystyle I=I_{0}e^{-kcd}\!\,,}
kjer je I0 svetilnost pred obarvano plastjo, I svetilnost za plastjo, c molarna koncentracija, d debelina plasti, ki jo prepotuje svetloba, k molarni koeficient ekstinkcije, značilen za obarvano raztopljeno snov. Koeficient se spreminja z valovno dolžino svetlobe in je odvisen od snovi. To je absorpcijski koeficient pri zmernih koncentracijah μ, ki nastopa v Beerovem zakonu. Za del svetlobe, ki jo telo odbije, je uporabljal besedo albedo, belina. Ta se še danes uporablja v astronomiji za označevanje odbojnosti planetov. Kot priznanje za njegove zasluge so po njem imenovali enoto za svetlost lambert. Natančneje je raziskal absorpcijo nasploh in posebej absorpcijo v ozračju v odvisnosti od višine nad obzorjem. Med Sončevim in Luninim sijem je dobil razmerje 2,77 · 105. Pozneje so dobili precej večje razmerje 4,5 · 105.
Leta 1761 je postavil domnevo, da zvezde v okolici Sonca sestavljajo povezan sestav in da skupine takih sestavov sestavljajo Rimsko cesto. Domneval je tudi, da najbrž obstajajo še druge, Rimski cesti podobne, tvorbe v zelo oddaljenih delih Vesolja. Pravilnost teh ugibanj so potrdili z natančnim delom kasneje William Herschel in drugi.
Lambert je hotel dokazati Evklidov 5. postulat (aksiom o vzporednici). Še posebej je pomembno njegovo delo na tem področju iz 1766 Teorija vzporednih premic (Die Theorie der Parallellinien), objavljena leta 1786.

## Priznanja

### Poimenovanja
Po njem se imenujeta kraterja na Luni (Lambert), na Marsu (Lambert) ter velik in temen asteroid glavnega pasu 187 Lamberta.